# Saint-Germain-de-Montbron
 Saint-Germain-de-Montbron  là một xã ở tỉnh Charente phía tây nước Pháp. Xã này có diện tích 14,91 km², dân số năm 1999 là 434 người. Khu vực này có độ cao trung bình 110 mét trên mực nước biển.